# Kid A Mnesia
Kid A Mnesia é uma reedição que compila os dois álbuns Kid A (em 2000) e Amnesiac (em 2001) da banda de rock inglesa Radiohead. Ele também inclui um disco bônus, o Kid Amnesiae, com material inédito. Foi lançado em 5 de novembro de 2021 pela XL Recordings.
Kid A Mnesia foi promovido com uma campanha na rede social TikTok, seguida de singles e videoclipes para as faixas inéditas "If You Say the Word" e "Follow Me Around". Foi lançado com aclamação, embora a reação ao material bônus tenha sido mista. Entrou no top 10 de várias paradas nacionais de álbuns e liderou a parada de álbuns independentes do Reino Unido e as paradas de álbuns alternativos e de álbuns de rock da Billboard dos EUA.
Kid A Mnesia Exhibition é uma experiência interativa com músicas e artwork dos álbuns, foi lançada no mesmo mês para PlayStation 5, macOS e Windows.

## Conteúdo
Kid A Mnesia contém os dois álbuns do Radiohead, Kid A (em 2000) e Amnesiac (em 2001), além de um terceiro disco, Kid Amnesiae, contendo material inédito das sessões de gravação de Kid A e Amnesiac. Os álbuns não são remasterizados. A edição "deluxe" também contém um livro de arte e Kid Amnesiette, uma edição em cassete com cinco faxias do lados B. O Radiohead gravou Kid A e Amnesiac simultaneamente em 1999 e 2000. Eles originalmente consideraram lançá-los como um álbum duplo, mas sentiram que o material era muito denso.
"Like Spinning Plates (versão 'Why Us?')" é um arranjo para piano da música eletrônica "Like Spinning Plates". "If You Say the Word" apresenta dedilhados "delicados", um "groove agourento", percussão "chiming" e ondes Martenot. O "Follow Me Around" é uma performance solo de violão acústico de Thom Yorke, com um refrão "elevado" e referências a Margaret Thatcher. "Pulk/Pull (True Love Waits Version)" é uma versão "áspera e industrial" de outra música, "True Love Waits", que o Radiohead usou para criar a faixa "Pulk/Pull Revolving Doors" do Amnesiac . Kid Amnesiae também inclui versões alternativas de "Morning Bell" e os lados B "Fog" e "Fast-Track", e faixas de cordas isoladas de "How to Disappear Completely" e "Pyramid Song".

## Promoção e lançamento
Em Primeiro de abril de 2021, o Radiohead se juntou à plataforma de mídia social TikTok e começou a postar vídeos curtos apresentando seu personagem Chieftain Mews. Ao longo de vários meses, eles postaram mais de 30 vídeos. No início de setembro, o Radiohead postou um vídeo cômico no qual Yorke e o artista da capa do Radiohead, o Stanley Donwood, discutiam o declínio do engajamento do canal.
O Radiohead anunciou Kid A Mnesia em 7 de setembro de 2021 e lançou um single digital, a faixa inédita "If You Say the Word". O videoclipe do "If You Say the Word" foi lançado em 23 de setembro. Dirigido por Kasper Häggström, segue dois homens que capturam pessoas na floresta e as trazem para Londres para se tornarem trabalhadores de escritório. "Follow Me Around" foi lançado em Primeiro de novembro, com um videoclipe estrelado por Guy Pearce como um homem evitando um drone que o segue em sua casa. O Radiohead lançou produtos do Kid A Mnesia, incluindo um conjunto de chá de porcelana óssea, e Yorke e Donwood produziram dois livros de arte detalhando o processo criativo dos álbuns. Em outubro de 2021, Donwood e Yorke organizaram uma exposição de obras de arte de Kid A na sede da Christie's em Londres.
Kid A Mnesia foi lançado em versões de vinil, CD, cassete e download digital. Alcançou o primeiro lugar na parada de álbuns independentes do Reino Unido, o primeiro lugar nas paradas americanas da Billboard Top Alternative Albums e Top Rock Albums, e o top dez de várias outras paradas nacionais.

### Kid A Mnesia Exhibition
O Radiohead planejou criar uma instalação artística baseada nos álbuns, mas isso foi cancelado devido a problemas logísticos e pela pandemia de COVID-19. Em vez disso, uma experiência digital, o Kid A Mnesia Exhibition, foi lançada em novembro como um download gratuito para PlayStation 5, macOS e Windows. Foi desenvolvido ao longo de dois anos pelo Radiohead com Namethemachine, Arbitrarily Good Productions e Epic Games. Recebeu críticas positivas por sua intersecção de música, arte e tecnologia.

## Recepção
| Críticas profissionais | Críticas profissionais |
| Pontuações agregadas   | Pontuações agregadas   |
| Fonte                  | Avaliação              |
| ---------------------- | ---------------------- |
| Metacritic             | 97/100                 |
| Avaliações da crítica  |                        |
| Fonte                  | Avaliação              |
| Classic Rock           | [ 21 ]                 |
| Exclaim!               | 10/10                  |
| The Line of Best Fit   | 9/10                   |
| Mojo                   | [ 24 ]                 |
| NME                    | [ 25 ]                 |
| Paste                  | 5.5/10                 |
| Pitchfork              | 9.2/10                 |
| Rolling Stone          | [ 28 ]                 |
| Uncut                  | [ 29 ]                 |
| Under the Radar        | [ 30 ]                 |

No site de agregador de análise, o Metacritic, Kid A Mnesia tem uma pontuação de 97 em 100 com base em 10 resenhas, indicando "aclamação universal".  O crítico da Mojo, Danny Eccleston, observou a influência de Kid A e Amnesiac em atos subsequentes que misturaram rock e música eletrônica. Na Rolling Stone, Rob Sheffield escreveu que Kid A Mnesia era "uma coleção impressionante que defendia que ambos os álbuns eram metades gêmeas da mesma declaração musical... um monumento da música mais corajosa e ousada do Radiohead".
O disco bônus do Kid Amnesiae recebeu elogios. No Times, Jonathan Dean disse que era a "verdadeira joia" da reedição. Ele elogiou a versão alternativa de "Like Spinning Plates", dizendo que demonstrava "uma banda determinada a desafiar o que as pessoas pensavam que eram", e descreveu "Follow Me Around" como "uma música brilhante feita na hora errada, por uma banda que havia seguido em frente". O crítico da NME, Andrew Trendell, escreveu que o disco bônus "parece um álbum tão completo quanto você poderia esperar... [Ele] não só oferece uma peça de humor, mas também uma história secreta e complementar por trás da criação de dois discos essenciais e marcantes". No The Guardian, Phil Mongredien elogiou-o como "uma peça complementar fascinante para dois álbuns clássicos".
O crítico da Pitchfork, Jayson Greene, considerou que o disco bônus não tinha a "qualidade reveladora" do material bônus incluído na reedição OK Computer de 2017 do Radiohead, OKNOTOK 1997 2017, sem nenhuma "história alternativa repentina que redefina nossa compreensão da banda". O crítico do Paste, Saby Reyes-Kulkarni, achou a reedição decepcionante, com "uma variedade de sobras mal cozidas". 

## Lista de faixas
Todas as faixas foram escritas pelo Radiohead (Colin Greenwood, Jonny Greenwood, Ed O'Brien, Philip Selway e Thom Yorke), exceto quando indicado.
| Kid A          | |         |  |
| N.º            | Título | Duração |  |
| 1.             | "Everything in Its Right Place" | 4:11    |  |
| 2.             | "Kid A" | 4:44    |  |
| 3.             | "The National Anthem" | 5:51    |  |
| 4.             | "How to Disappear Completely" | 5:56    |  |
| 5.             | "Treefingers" | 3:42    |  |
| 6.             | "Optimistic" | 5:15    |  |
| 7.             | "In Limbo" | 3:31    |  |
| 8.             | "Idioteque" (Radiohead, Paul Lansky e Arthur Kreiger)                                                                                     | 5:09    |  |
| 9.             | "Morning Bell" | 4:35    |  |
| 10.            | "Motion Picture Soundtrack" (a música termina em 3:20; inclui uma faixa oculta sem título de 4:17 até 5:09, seguida por 1:52 de silêncio) | 7:01    |  |
| Duração total: | Duração total: | 49:57   |  |

| Amnesiac       |                                           |         |  |
| N.º            | Título                                    | Duração |  |
| 11.            | "Packt Like Sardines in a Crushd Tin Box" | 4:00    |  |
| 12.            | "Pyramid Song"                            | 4:49    |  |
| 13.            | "Pulk/Pull Revolving Doors"               | 4:07    |  |
| 14.            | "You and Whose Army?"                     | 3:11    |  |
| 15.            | "I Might Be Wrong"                        | 4:54    |  |
| 16.            | "Knives Out"                              | 4:15    |  |
| 17.            | "Morning Bell/Amnesiac"                   | 3:14    |  |
| 18.            | "Dollars and Cents"                       | 4:52    |  |
| 19.            | "Hunting Bears"                           | 2:01    |  |
| 20.            | "Like Spinning Plates"                    | 3:57    |  |
| 21.            | "Life in a Glasshouse"                    | 4:34    |  |
| Duração total: | Duração total:                            | 43:57   |  |

| N.º            | Título                                    | Duração |  |
| 22.            | "Like Spinning Plates" (Why Us?' Version) | 5:04    |  |
| 23.            | "Untitled v1"                             | 1:48    |  |
| 24.            | "Fog" (Again Again Version)               | 2:25    |  |
| 25.            | "If You Say the Word"                     | 4:22    |  |
| 26.            | "Follow Me Around"                        | 5:19    |  |
| 27.            | "Pulk/Pull" (True Love Waits Version)     | 2:46    |  |
| 28.            | "Untitled v2"                             | 0:46    |  |
| 29.            | "The Morning Bell" (In the Dark Version)  | 2:00    |  |
| 30.            | "Pyramid Strings"                         | 1:18    |  |
| 31.            | "Alt. Fast Track"                         | 1:32    |  |
| 32.            | "Untitled v3"                             | 1:16    |  |
| 33.            | "How to Disappear into Strings"           | 5:32    |  |
| Duração total: | Duração total:                            | 34:08   |  |

## Produção

### Radiohead
- Colin Greenwood
- Jonny Greenwood
- Ed O'Brien
- Philip Selway
- Thom Yorke

### Músicos adicionais
- Orchestra of St John's – cordas
  - John Lubbock – condutor
  - Jonny Greenwood – na pontuação
- Trompas em "The National Anthem"
  - Andy Bush – trombeta
  - Steve Hamilton – saxofone alto (creditado simplesmente como "alto")
  - Martin Hathaway – saxofone alto (etc.)
  - Andy Hamilton – saxofone tenor
  - Mark Lockheart – saxofone tenor
  - Stan Harrison – saxofone barítono
  - Liam Kerkman – trombone
  - Mike Kearsey – trombone baixo
- Henry Binns – amostragem de ritmo em "The National Anthem"
- The Humphrey Lyttelton Band ("Life in a Glasshouse")
  - Humphrey Lyttelton – trompete e líder de banda
  - Jimmy Hastings – clarinete
  - Pete Strange – trombone
  - Paul Bridge – contrabaixo
  - Adrian Macintosh – bateria

### Produção técnica
- Nigel Godrich – produtor, engenheiro e na mixagem
- Dan Grech-Marguerat – engenheiro (faixa 21)
- Chris Blair – masterização (faixas 1 até 10)
- Bob Ludwig – masterização (faxias 12 até 21)
- Gerard Navarro – produtor assistente e engenheiro assistente
- Graeme Stewart – engenheiro assistente

### Trabalho de Artwork
- Stanley Donwood – fotos e design ("Landscapes, Knives and Glue")
- Tchocky – fotos ("Landscapes, Knives and Glue")